# アルゲントラトゥム

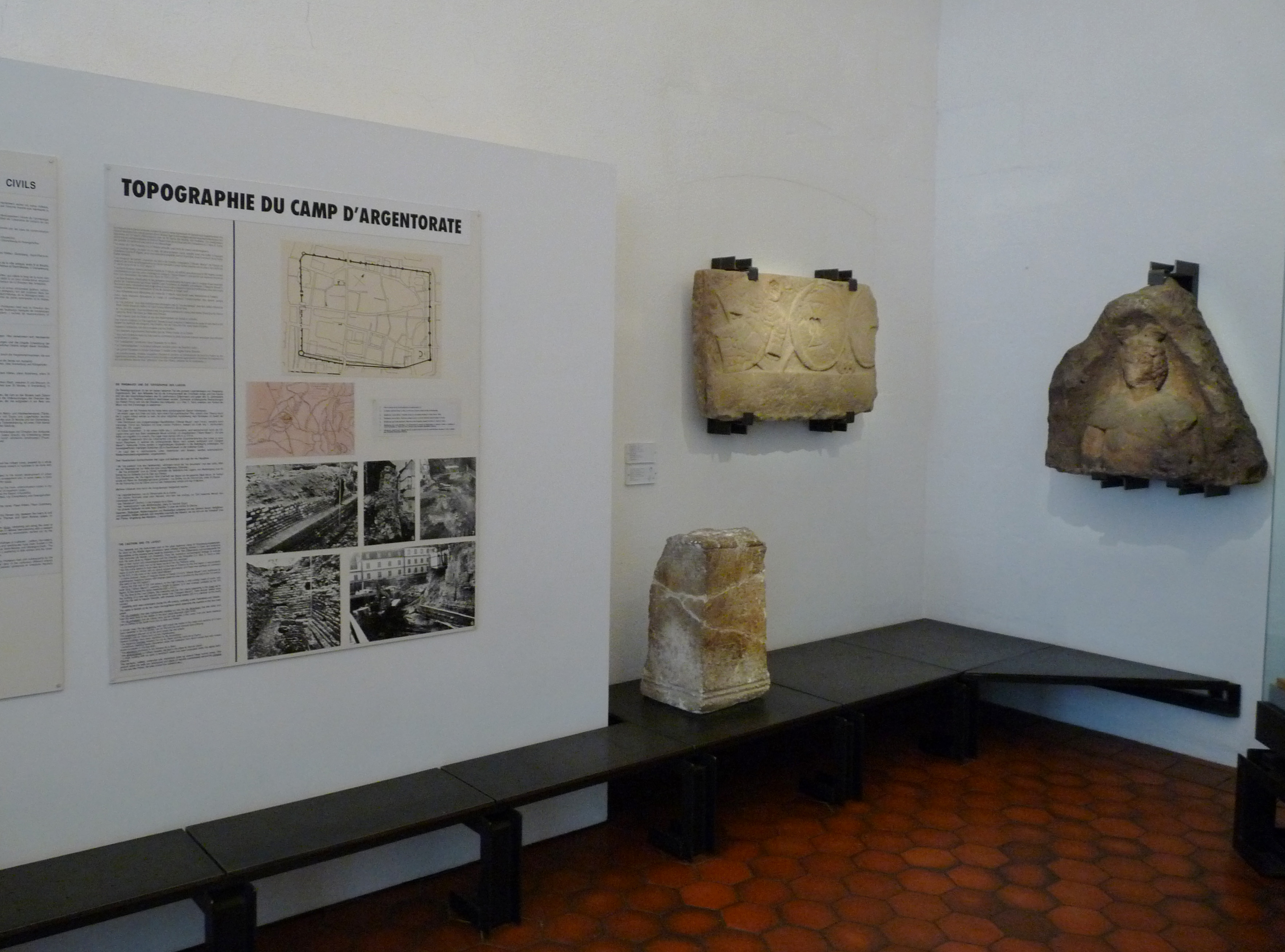
ストラスブール考古学博物館に展示されているアルゲントラトゥムの遺物

アルゲントラトゥム (ラテン語: Argentoratum) は、現在のフランスの都市ストラスブールの古名。紀元前12年にローマ帝国の将軍ネロ・クラウディウス・ドルススがライン川防衛のために建設した。90年からは、第8軍団アウグスタの恒久的な駐屯地となった。

## 歴史
紀元前12年、ライン川沿いのゲルマニア・スペリオル属州にあったガリア人の村の近くに、ネロ・クラウディウス・ドルスス（大ドルスス）率いるローマ軍団が要塞都市を建設した。「アルゲントラトゥム (Argentratum)」という名が初出するのはこの年であるが、実際にはガリア人が以前から使っていた地名がラテン語化されたものだと考えられている。元になった地名がどれほど前から使われていたかは分かっていない。
90年以降、第8軍団アウグスタがアルゲントラトゥムに恒久的に駐屯するようになった。建設当時のティベリウス帝時代の約6ヘクタールから約20ヘクタールへ拡張され、騎兵部隊が駐屯していた。ネロ帝時代には、第14軍団ゲミナや第21軍団ラパクスも一時的にアルゲントラトゥムに駐屯していたことがある。

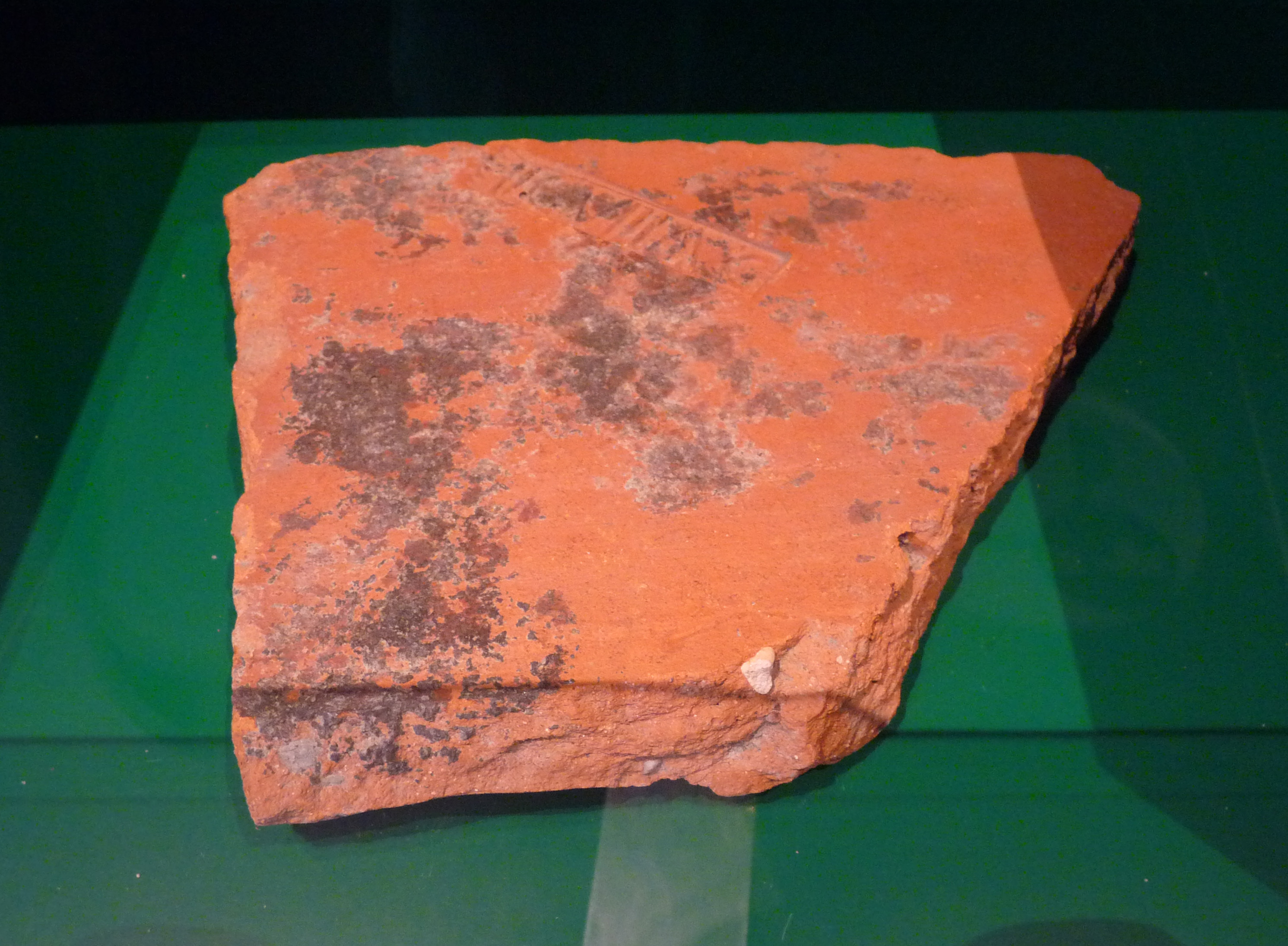
ドーム通りで発掘された、第8軍団の印が押されたレンガの破片 (ストラスブール考古学博物館所蔵)

357年、ライン川を越えて侵攻してきたアレマンニ族とローマ軍がアルゲントラトゥムで衝突した。このアルゲントラトゥムの戦いはユリアヌス（後の皇帝）率いるローマ側が勝利し、アレマンニ王クロドマルが捕虜となった。366年1月2日、大規模なアレマンニ族が凍結したライン川を渡ってアルゲントラトゥムに入り、そこから帝国内に侵攻した。
4世紀以降、アルゲントラトゥム（ストラスブール）には司教座がおかれた（1988年に大司教座に昇格）。
5世紀前半、アレマンニ族がライン川を渡り、現在のアルザスおよびスイスの大部分にあたる地域を征服、定着した。この頃から「アルゲントラトゥム」という名称は歴史上から姿を消し、トポニムである「ストラティスブルグム」（Stratisburgum）に置き換えられていった。

## 遺跡
現在のグラン・ディルにあたる地域が、かつてのアルゲントラトゥムの中心だったとされている。南北に走っていた道路カルド・マクシムスは現在のアルバード通り(Rue des Hallebardes)、東西に走っていたデクマヌス・マクシムスはドーム通り(Rue du Dôme)として現在に残っている。
1947年から1953年にかけて、考古学者でストラスブール考古学博物館長のジャン＝ジャック・ハットによる組織的な考古学調査が行われた。その結果、アルゲントラトゥムは5度にわたって破壊され、70年、97年、235年、355年、4世紀末、5世紀初頭の6度にわたって再建されていたことが分かった。最も繁栄し要塞的であったのは、97年の大火後のトラヤヌス帝時代であった。
現在のロマン通りのKœnigshoffen地区では、多くの古代ローマ時代の遺物が発掘されている。例えば1世紀の軍人カイウス・ラルゲンニウスの石碑が有名である。この地域は、巨大な墓地（ネクロポリス）や、軍団基地に付属した市民の居住地（ウィクス）や交易所があった場所だと推測されている。
Kœnigshoffen地区での最大の発見は、ハットの前任者のRobert Forrerが1911年から1912年にかけて発掘した巨大なミトラエウム（ミトラ教の神殿）であった。ここは4世紀に初期のキリスト教会によって閉鎖された場所だった。
1948年と1956年にハットが現在のサン＝エティエンヌ教会のある土地で行った発掘調査では、4世紀後半から5世紀初頭の教会のアプス（後陣）が見つかった。これがアルザス最古の教会であり、最初のカトリックのストラスブール司教座であったものと見られている。